# 蓋朗德
蓋朗德（法語：Guérande，法語發音：[ɡeʁɑ̃d] ⓘ）是法國大西洋卢瓦尔省的一個市鎮，毗鄰大西洋，属于圣纳泽尔区。蓋朗德以鹹鹽沼澤和中世紀城堡著稱，其城牆周長為1434米，是法國罕見的保存了完整古城牆的城鎮。

## 地理
蓋朗德（47°19'41"N, 2°25'45"W）面积81.44 平方千米，位于法国卢瓦尔河地区大区大西洋卢瓦尔省，该省份为法国西北部沿海省份，位于布列塔尼半岛东南部，北起伊勒-维莱讷省，西北接莫尔比昂省，西临大西洋，南至旺代省，东临曼恩-卢瓦尔省。
与蓋朗德接壤的市镇（或旧市镇、城区）包括：埃比尼亚克、滨海巴、拉博勒-埃斯库布拉克、勒普利冈、圣安德烈德索、圣利法尔、圣莫尔夫、拉蒂尔巴勒。
蓋朗德的时区为UTC+01:00、UTC+02:00（夏令时）。

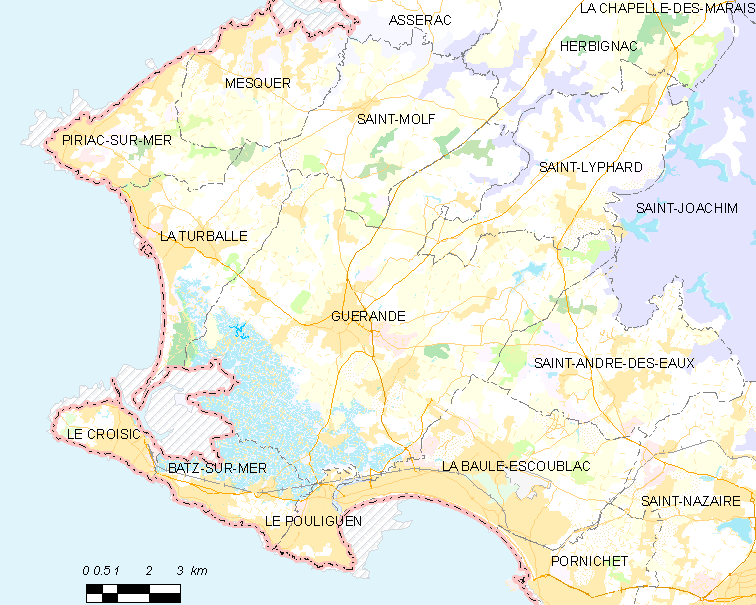
蓋朗德的OSM定位图

## 行政
蓋朗德的邮政编码为44350，INSEE市镇编码为44069。

## 政治
蓋朗德所属的省级选区为盖朗德县。

## 文化
蓋朗德2004年被評為“藝術與歷史之城”。

## 人口

1962-2008年间蓋朗德人口变化图示

蓋朗德于2022年1月1日时的人口数量为16684人。